# Onoserideae
Onoserideae es una tribu de plantas con flores perteneciente a la familia Asteraceae, subfamilia Mutisioideae.

## Géneros
- Aphyllocladus Wedd.
- Chucoa Cabrera = Onoseris Willd.
- Diazeuxis D. Don = Lycoseris Cass.
- Gypothamnium Phil.
- Harthamnus H. Rob. = Plazia Ruiz & Pav.
- Lycoseris Cass.
- Onoseris Willd.
- Paquirea Panero & S. E. Freire
- Plazia Ruiz & Pav.
- Urmenetea Phil. .